# Frédérique Perler

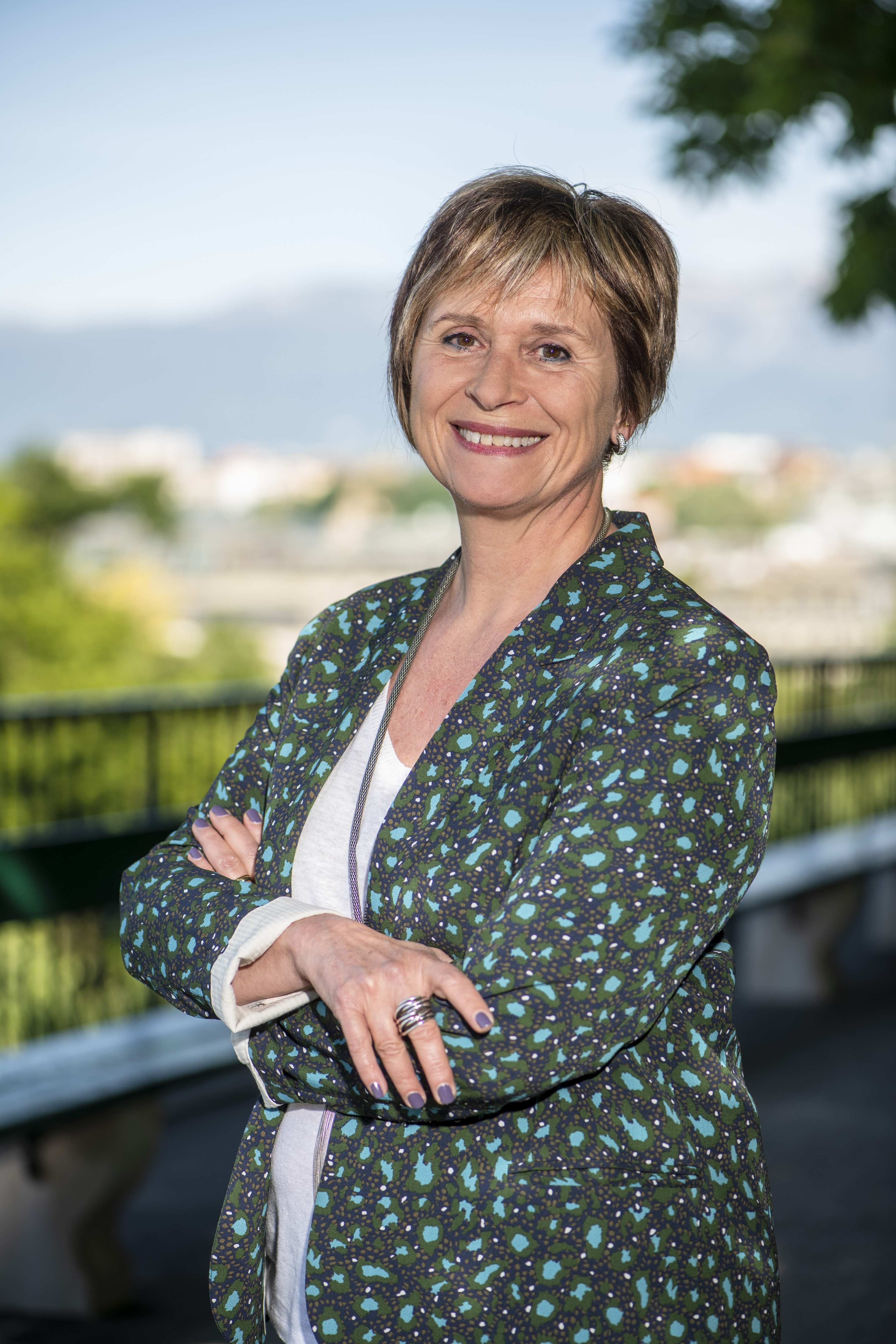
Frédérique Perler, 2021

Frédérique Perler (* 21. August 1960 in Basel) ist eine Schweizer Politikerin (Grüne). Als Mitglied der Genfer Stadtregierung stand sie von 2020 bis 2025 dem Departement für Bauwesen und Mobilität (französisch Département de l’aménagement, des constructions et de la mobilité) der Stadt Genf vor.
Von 2003 bis 2013 war Perler Gemeinderätin der Stadt Genf. Zwischen 2010 und 2011 hatte sie das Amt der Präsidentin des Genfer Gemeinderates (Conseil municipal) inne. Danach war sie von 2013 bis 2020 Abgeordnete des Grossen Rates des Kantons Genf. Des Weiteren war sie zwischen 2016 und 2020 Vizepräsidentin der Grünen im Kanton Genf. Im Jahr 2020 wurde sie erstmals in die Genfer Stadtregierung (Conseil administratif) gewählt und hatte das Amt der Vizepräsidentin der Stadtregierung inne. Perler bekleidete turnusgemäss vom 1. Juni 2021 bis 31. Mai 2022 das Amt der Stadtpräsidentin von Genf (Maire de Genève).